# Fale akustyczne
Fale akustyczne – zaburzenie gęstości i ciśnienia rozchodzące się w ośrodku w postaci fali podłużnej, któremu towarzyszą drgania cząsteczek ośrodka. Ośrodki, w których takie fale mogą się poruszać, to ośrodki sprężyste (ciało stałe, ciecz i gaz). Zaburzenia te polegają na przenoszeniu energii mechanicznej przez drgające cząstki ośrodka (zagęszczenia i rozrzedzenia) bez zmiany ich średniego położenia. Falą akustyczną nazywa się zarówno falę, która powoduje wrażenie słuchowe (dźwięk), czyli falę dźwiękową, jak i fale o częstotliwościach i amplitudach przekraczających zakres ludzkiego słuchu, ponieważ właściwości fizyczne tych fal są bardzo podobne.
Źródłem dźwięków słyszalnych są ciała wprawione w drgania, których energia jest dostateczna, aby wywołać w ludzkim organie słuchu (uchu) najsłabsze wrażenia słuchowe. Oznacza to, że natężenie dźwięków musi przekraczać próg słyszalności.
Fale dźwiękowe w płynach, ciałach stałych i superpłynach transportują również masę.

## Podstawowe zależności parametrów fali akustycznej
- Wysokość dźwięku zależy od częstotliwości – im większa częstotliwość fali, tym wyższy dźwięk.
- Głośność dźwięku zależy od natężenia – jeśli rośnie natężenie fali, dźwięk jest głośniejszy, choć zależność między natężeniem a głośnością nie jest liniowa.
- Barwa dźwięku zależy od składu widmowego fali akustycznej – pozwala np. odróżniać dźwięki wytwarzane przez różne źródła.

## Podział fal akustycznych ze względu na częstotliwość
Dźwięki, ze względu na ich częstotliwość f, dzieli się na:
- infradźwięki – poniżej 16 Hz
- dźwięki – od 16 Hz do 20 kHz – zakres słyszalny przez ludzi (wraz z wiekiem zakres ten zmniejsza się, szczególnie dla wysokich częstotliwości; zob. granice słyszalności)
- ultradźwięki – powyżej 20 kHz
- hiperdźwięki – powyżej 1010 Hz.

## Podział ze względu na widmo fali
Ze względu na postać widma, dźwięki można sklasyfikować następująco:
- o widmie dyskretnym:
  - proste – dźwięki, których częstotliwość, a zatem i wysokość, jest ściśle określona;
  - harmoniczne – składające się z wielu tonów prostych, przy czym widmo to ma charakter okresowy (np. mowa, śpiew, muzyka); ich wysokość jest również ściśle określona i zgodna z wysokością tonu podstawowego;

- o widmie ciągłym:
  - szum – dźwięki, których widmo jest w większości zakresu słyszalności zrównoważone,
  - hałas – dźwięki zazwyczaj o nadmiernym natężeniu.

## Prędkości rozchodzenia się fal dźwiękowych
Prędkości rozchodzenia się fal dźwiękowych w niektórych ośrodkach:
| ośrodek   | temperatura [°C] | prędkość [m/s] |
| --------- | ---------------- | -------------- |
| tlen      | 0                | 317,2          |
| powietrze | 0                | 331,3          |
| wodór     | 0                | 1268           |
| woda      | 15               | 1450           |
| ołów      | 20               | 1230           |
| rtęć      | 20               | 1407           |
| miedź     | 20               | 3560           |
| aluminium | 20               | 5100           |
| żelazo    | 20               | 5130           |